# Терамо
Те́рамо (итал. Teramo) — город в итальянском регионе Абруццо. Административный центр одноимённой провинции.

## География
Город расположен у побережья Адриатического моря, в 150 км к юго-востоку от Рима. Находится в северной части региона Абруццо, в холмистой местности у низовья самого высокого пика Апеннин. Это один из немногих городов, где всего в получасе от центра города имеются как заснеженные вершины высотой в 3000 метров, так и солнечные пляжи Адриатического моря. Терамо является местом слияния реки Тордино и потока Вецзола, которые окружают его исторический центр.

## Этимология

Барельеф XV века «Злоречивые» в Терамо

Город был назван Петрут (итал. Petrut) финикийцами, что означает «возвышенное место, окружённое водами». При латинизации название изменилось на Праетут (итал. Praetut), позднее — на Праетутиум (итал. Praetutium) и Агер Праетутианус (итал. Ager Praetutianus), чтобы обозначить территорию.
Древние римляне называли город Interamnia Urbs («город между реками», имея в виду реки Тордино (итал. Tordino) и Вецзола (итал. Vezzola)).
В средние века город изменил название с Праетутиум (итал. Praetutium)) на Апрутиум (итал. Aprutium)) и под таким именем впервые появляется в некоторых текстах VI века. До XII века этим именем обозначался как сам город, так и окружающая его территория, кроме того от этого древнего названия города происходит и название всего региона: Абруццо.
Впоследствии название Интерамния превратилось в Интерамне, Терамне, Интерамниум, Терамниум и наконец в Терамум (итал. Teramum)).

## История
Во времена античности, город был центром населения претуци (древний италийский народ, обосновавшимся в I тысячелетии до н. э. в центральной Италии). В 290 году до н. э. был завоёван римским консулом Манием Курием Дентатом и стал муниципалитетом.
Имеются архитектурные памятники античности и Средневековья, много соборов в византийском стиле.
Машиностроение, швейная, мебельная, пищевая, текстильная промышленность, производство стройматериалов. В 1989 году Джузеппе Лисчиани (Giuseppe Lisciani) основал компанию "Lisciani Group" по производству развивающих игрушек для детей.
На холмах близ Терамо находится обсерватория, Osservatorio Astronomico di Collurania-Teramo. Астероид (704) Интерамния, открытый в 1910 году в этой обсерватории, назван в честь Терамо.
Покровителем города считается св. Берардо Терамский. Праздник города 19 декабря.

## Демография
Динамика населения:

## Достопримечательности
- Домус Льва
- Злоречивые

## Известные жители и уроженцы
- Милли, Джаннина — поэтесса.
- Аурини, Раффаэле — историк.